# Канблай-Хинкен, Тилли
Тилли Канблай-Хинкен (нем. Tilly Cahnbley-Hinken, урождённая Матильда Марианна Хинкен, нем. Mathilde Marianne Hinken; 12 июня 1880, Бремен — 20 января 1932, Вюрцбург) — немецкая оперная певица (сопрано).
Занималась вокалом в Бремене под руководством Эдуарда Нёсслера и Марии Буссйегер, затем окончила Кёльнскую консерваторию, где среди её наставников был Франц Вюльнер. В 1903 г. дебютировала как концертная исполнительница, в большей степени выступала с песнями и как солистка при исполнении вокально-хоровых сочинений. В 1906 г. исполнила, однако, маленькие партии Первого пажа и Цветка в опере Рихарда Вагнера «Парсифаль» на Байройтском фестивале. Гастролировала по разным городам Германии, а также в Австрии, Франции, Бельгии, Нидерландах.
С 1903 г. замужем за виолончелистом Эрнстом Канблаем; будучи пианистом по первой музыкальной специальности, Канблай иногда аккомпанировал супруге, а также сочинил для неё ряд песен. В 1921 г. присоединилась к нему в качестве преподавателя Вюрцбургской консерватории.
В 1917 году была награждена Золотой медалью искусства и науки Ордена дома Саксен-Эрнестинов (нем. Medaille für Kunst und Wissenschaft in Gold, Sachsen-Ernestinischen Hausorden).
Дочь, Аннелоре Канблай-Медель (род. 1923), также стала известной певицей.